# Tauplitz
Tauplitz je část tržního města Bad Mitterndorf v okrese Liezen ve štýrské Solné komoře v Rakousku. Tauplitz byl dříve samostatná obec. V rámci obecní strukturální reformy ve Štýrsku došlo v roce 2015 ke sloučení s dalšími dvěma obcemi, a to s obcí Bad Mitterndorf a s obcí Pichl-Kainisch. Stížnost obcí Pichl-Kainisch a Tauplitz proti fúzi u rakouského ústavního soudu byla neúspěšná.

## Název
Název „Tauplitz“ je odvozen od alpsko–slovanského „Toplica“, což znamená něco jako „teplá voda (zdroj)“. Podle tradice byl Tauplitz postaven na teplém přírodním prameni. Zdroj však později zasypal sesuv půdy.

## Příroda
Tauplitz se nachází v údolí Hinterberger. ve štýrské Solné komoře. Na náhorní plošině Tauplitzalm se nachází šest Tauplitzských jezer (Steirersee, Schwarzensee, Großsee, Krallersee, Märchensee a Tauplitzse).

## Pamětihodnosti
- Farní kostel svatého Kříže, postavený na konci 18. století.
- Staré statky s roubenými stodolami.

## Sportovní možnosti
Je zde jeden z největších skokanských můstků na světě Kulm a lyžařský areál Tauplitzalm, kam je možné se dostat z Tauplitz sedačkovou lanovkou nebo po Tauplitzalm Alpine Road z Bad Mitterndorfu.